# Trentepohlia venosa
Trentepohlia venosa är en tvåvingeart som först beskrevs av Enrico Adelelmo Brunetti 1918.  Trentepohlia venosa ingår i släktet Trentepohlia och familjen småharkrankar. Inga underarter finns listade i Catalogue of Life.